# Karl Michael von Groddeck
Karl Michael von Groddeck (ur. 29 lutego 1764, Gdańsk, zm. 10 kwietnia 1833, Mały Kack), mieszczanin gdański, członek władz miejskich w okresie dominacji napoleońskiej, następnie urzędnik pruski. 
Był synem rajcy gdańskiego Michaela Groddecka i jego żony Anny Renaty z d. Wolff, wnukiem gdańskich burmistrzów Carla Groddecka i Samuela Wolffa. w roku 1780 był uczniem Gdańskiego Gimnazjum Akademickiego. Od 1784 studiował prawo na uniwersytetach w Erlangen i Getyndze. Po studiach powrócił do Gdańska, gdzie 1792 został sekretarzem Rady Miejskiej, a następnie pracował w administracji pruskiej. W l. 1807–1812 był senatorem I Wolnego Miasta Gdańska. W kwietniu 1812, z powodu rozbieżności zdań w senacie na tle stosunku do Francji, zrezygnował z funkcji (wraz z nim ustąpili także senatorowie Johann Gottfried von Frantzius, Abraham Ludwig Muhl i Friedrich Ferdinand Köhn). Po przejęciu zwierzchności nad Gdańskiem przez Prusy, pracował 1814–1817 jako etatowy radca miejski i adwokat. 1818 został pruskim landratem dla powiatu Kartuzy i pełnił tę funkcję do przejścia na emeryturę w marcu 1832. Równocześnie był właścicielem majątku w Małym Kacku. 1814 i w latach następnych był członkiem loży masońskiej "Eugenia pod ukoronowanym lwem". 1792 poślubił Helenę Lawinię Charlottę von Weickhmann (1773–1811), córkę rajcy gdańskiego. Po jej śmierci, w styczniu 1812 zawarł w kościele Mariackim powtórny związek małżeński z Heleną Agnes Louisą von Klinkowström (ur. 19 grudnia 1781, zm. 15 maja 1870, Gdańsk). Syn z pierwszego małżeństwa, Karl Joachim von Groddeck (ur. 9 grudnia 1792, zm. 3 lutego 1881) był prawnikiem, prezesem sądu handlowo-morskiego w Gdańsku.